# الروحیه
الروحیه (به عربی: الروحیة) یک منطقهٔ مسکونی در تونس است که در استان سلیانه واقع شده‌است. الروحیه ۴٬۶۸۸ نفر جمعیت دارد.